# Могарреби, Ахмед
Ахмед Могарреби (перс. احمد مقربی‎ — 'Ahmad Mogharrebi') (1921, Тегеран — 25 декабря 1977, Тегеран) — был высокопоставленным генералом вооруженных сил Ирана в период правления шаха Мохаммеда Реза Пехлеви и советским шпионом.

## Предыстория
Разоблачение коммунистических шпионов на Западе обычно ассоциировалось с «политическим землетрясением». Обнаружение советских шпионов Этель и Юлиуса Розенбергов вызвало внутриполитические дискуссии о влиянии коммунизма в Соединенных Штатах. Разоблачение агента советской разведки Кима Филби потрясло британскую разведку. А разоблачение Гюнтера Гийома привело к отставке тогдашнего федерального канцлера ФРГ Вилли Брандта.
Случай с разоблачением и арестом иранского генерала Ахмеда Могарреби был на сопоставимом уровне. Последствия его разоблачения были драматичными для Советского Союза, поскольку КГБ потерял самый важный источник получения разведданных. Последствия для иранских военных были не менее драматичными, так как Могарреби был одним из ближайших друзей шаха и военачальником с безупречной репутацией со времен войны. Арест Могарреби, благодаря которому КГБ был в курсе обо всех важных военных планах шаха, нанесло серьезный удар по советской разведке.

## Вербовка
Ахмед Могарреби до своего ареста более 30 лет работал на КГБ. Могарреби был завербован полковником Таррассом. Вторая мировая война закончилась, Могарреби посещал иранскую офицерскую школу, а Советский Союз пытался расширить свое политическое влияние в Иране со времен самодержавия, основав коммунистическую партию Туде. Советский Союз был одной из стран-победительниц войны, и советская пропаганда овладела искусством показывать, что именно благодаря ей фашизм потерпел историческое поражение. Для многих молодых иранских кандидатов в офицеры Советский Союз был естественным союзником. И события, связанные со свержением Мохаммеда Мосаддыка в контексте операции «Аякс», только укрепили эту точку зрения.
Ахмед Могарреби, должно быть, был убежден, что служит «хорошему делу», потому что плата за предоставленную информацию изначально была довольно низкой. Могарреби сделал карьеру в иранских вооруженных силах и дослужился до главы отдела стратегического планирования. Каждый военный план, каждая позиция обороны, каждый план строительства гарнизонов или военных баз проходили через его кабинет. Вскоре Могарреби стал главным источником советской разведки в Иране, и с течением времени его идеалистические принципы превратились в способ пополнения своих доходов.

## КонтрразведкаСАВАКи разоблачение Могарреби
КГБ в Иране размещался в комплексе зданий советского посольства. В 1970-е годы более 8000 «советских экспертов» работали над широким спектром проектов, и соответствующее количество агентов КГБ было необходимо для наблюдения за «экспертами» на предмет их верности линии партии. Одной из целей операций советского КГБ было прослушивание телефонных разговоров, которые Соединенные Штаты вели на иранской границе с Советским Союзом. Но и в остальном Иран был важным полем деятельности для агентов КГБ. Советский разведчик Владимир Кузичкин описывает будни в КГБ в Тегеране как «атмосферу долгих праздников».
Отдел контрразведки САВАК под начальством генерала Манучехра Хашеми, приобрел офисное здание напротив входа в советское посольство, чтобы иметь возможность лучше контролировать вход в посольство. На первом этаже находился кабинет врача, остальная часть здания использовалась агентами САВАК.
Через агента по имени Алиоф, которого САВАК тайно внедрило в советское посольство, САВАК узнал, что агенты КГБ регулярно встречались со связным иранской армии на проспекте Нафт. Сотрудникам контрразведки САВАК понадобилось девять месяцев, чтобы провести подробный анализ жителей проспекта Нафт и его окрестностей. В итоге контрразведка САВАК выяснила, что там проживали трое армейских офицеров. За всеми тремя офицерами было установлено круглосуточное наблюдение, и вскоре стало ясно, что человек, выгуливавший по вечерам свою собаку, что-то дал агенту КГБ. Им оказался генерал Ахмед Могарреби.
Мохаммед Реза Пехлеви был немедленно проинформирован, но шах настаивал на том, что Могарреби должен быть арестован только при наличии веских доказательств его предательства.
Агентами САВАК были арендованы квартиры возле дома Могарреби, и было замечено, что агенты КГБ припарковались возле дома и уехали через несколько минут ожидания. В некоторых случаях агенты выходили из машины, оставляли конверт на пустыре, возвращались в свою машину и снова уезжали.
Когда в мае 1977 года генерал Могарреби уехал в Соединенные Штаты, чтобы навестить живших там своих детей, агенты САВАК вошли в его дом, тщательно обыскали и не нашли ничего подозрительного, что требовалось бы для его ареста. Агентами САВАК была замечена только одна странно выглядящая машина, истинная функция которой оставалась скрытой от агентов шахской контрразведки.
В сентябре 1977 года возле дома Могарреби появилась еще одна машина с двумя агентами КГБ, и на этот раз Могарреби тоже вышла из дома. Агент КГБ вышел из машины, вручил Могарреби конверт и вернулся в машину. Через несколько секунд Могарреби и агенты КГБ были окружены десятками агентами САВАК и задержаны. Как выяснилось, агент КГБ Борис Кабанов, который работал в Иране в качестве советника советского посольства передал Могарреби 30 000 риалов (4 000 долларов) наличными. На следующее утро агентов КГБ освободили и им дали 48 часов, чтобы покинуть Иран.

## Суд и казнь генерала Могарреби (1977 г.)

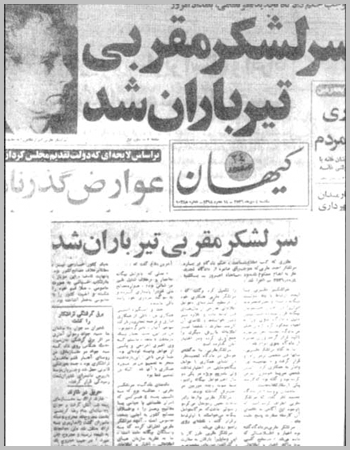
Заголовок газеты «Кейхан» 26 декабря 1977 г. — казнь генерала Могарреби.

Могарреби был доставлен в отделение САВАК для допроса и сначала отрицал все выдвинутые против него обвинения. Но позже он признался в сотрудничестве с советской разведкой и рассказал, почему оставался незамеченным в течение стольких лет. Он договорился с КГБ, что никогда не встретится с агентом КГБ лично и будет передавать информацию только из своего дома. По этой причине КГБ разработал возможность беспроводной передачи информации из дома Могарреби в автомобили КГБ, которые попеременно парковались поблизости. В доме и в машине передатчик и приемник были включены одновременно и снова выключились сразу после передачи информации. «Странное на вид устройство», обнаруженное во время обыска дома в мае 1977 года, очевидно, было передатчиком, а соответствующий приемник находился в конфискованной машине КГБ.
Прошение Могарреби о помиловании было сразу отклонено шаху. Шах потребовал немедленной казни своего бывшего друга, несмотря на возражения премьер-министра Джамшида Амузегара. Для шаха действия Могарреби были не просто изменой присяге перед иранским правительством, но и предательством его дружбы с шахом. После ареста Могарреби, по просьбе Кремля коммунистические партии на Западе усилили наступление на режим шаха, с целью побудить общественность оказать давление на шаха и смягчить приговор.
Ахмед Могарреби был приговорен к смертной казни за государственную измену и расстрелян 25 декабря 1977 года.

## «Дело Могарреби» после исламской революции
Когда во время исламской революции офисы САВАК подверглись штурму, состоялись переговоры между представителями зарождающейся Исламской Республики и представителями офиса контрразведки (Департамент VIII) на предмет как поступить с сотрудниками контрразведки и секретными файлами, хранящимися в офисных сейфах.
Файлы остались на месте, а сотрудники контрразведки продолжали работать, как ни в чем не бывало. Советские спецслужбы были удивлены, увидев, что радиочастоты иранской секретной службы, которые были прерваны лишь на короткое время, снова стали активными.
Однако материалы дела Ахмеда Могарреби внезапно оказались в руках «Моджахедин-э Халк», имевших тесные связи с советским посольством во времена исламской революции. Телефонный разговор между представителем моджахедов и членом советского посольства по поводу доставки файлов Могарреби был подслушан агентом контрразведки САВАК. В обмен на досье Могарреби «Моджахедин-э Халк» был предложен список всех агентов ЦРУ в Иране, известных КГБ. В марте 1979 года во время передачи данных документов иранскими контрразведчиками были арестованы представитель моджахедов Мохаммад-Реза Саадати и агенты КГБ, которые участвовали в обмене. Дело Могарреби осталось в руках иранской секретной службы. В ноябре 1981 года Саадати был признан виновным в шпионаже в пользу Советского Союза и приговорен к 10 годам тюремного заключения, но через некоторое время он «покончил с собой».